# Fiat 238
Il Fiat 238 è un furgone di medie dimensioni prodotto dalla FIAT dal 1967 al 1983. Nella gamma dei veicoli commerciali si collocava tra i piccoli Fiat 850T e Fiat 900T e il 241, dotato di meccanica con motore e trazione anteriore, ed adatto al trasporto di carichi più impegnativi.

## Il contesto

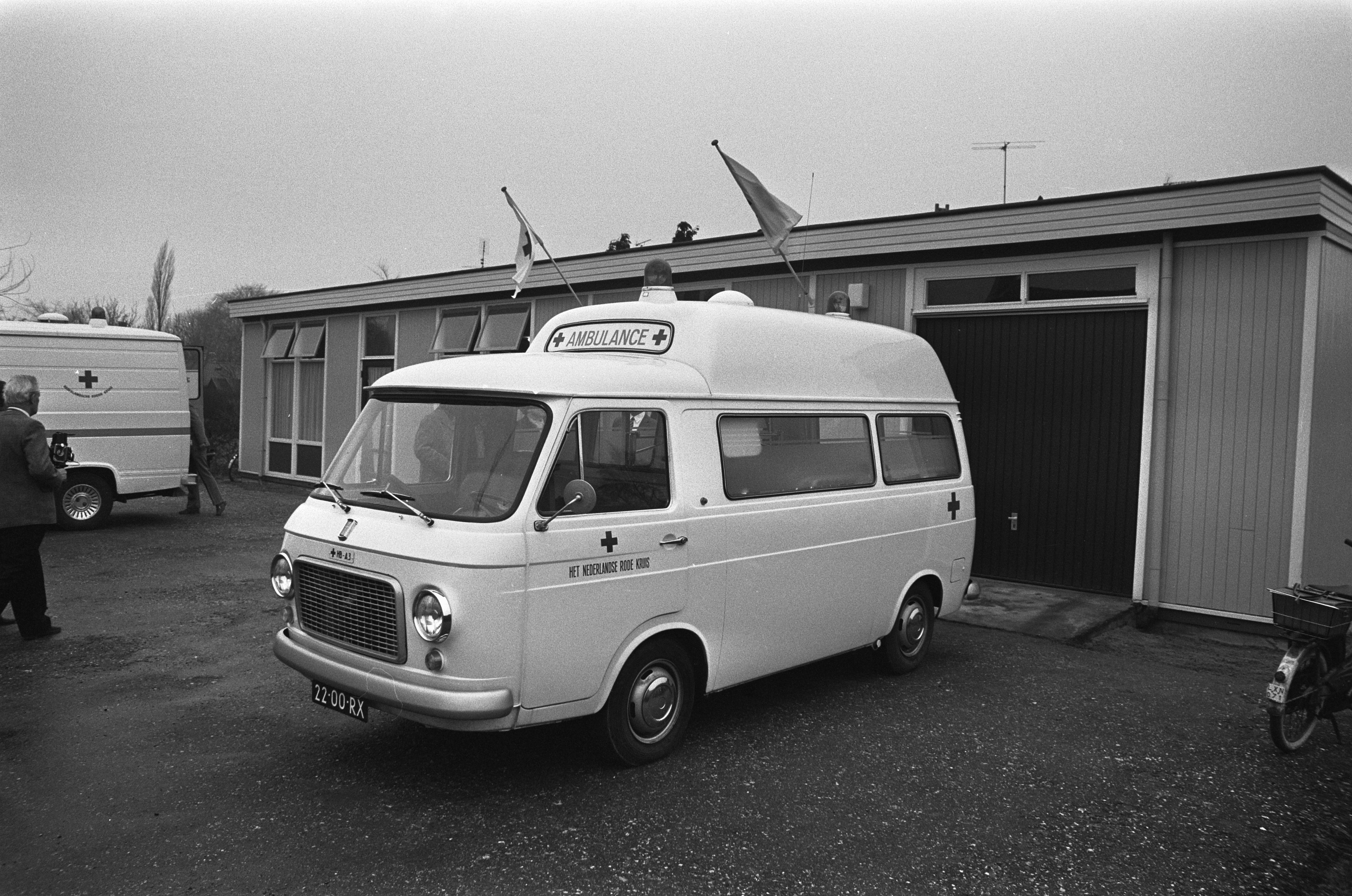
Fiat 238 ambulanza

Presentato come naturale erede del 1100 T, il 238 era basato sulla meccanica dell'Autobianchi Primula, quindi motore e trazione anteriori, ed era spinto dal motore 1221 cm³ a benzina, depotenziato a 43 cv, che gli faceva raggiungere i 105 km/h. A partire dalla primavera 1968 venne equipaggiato con il motore della Fiat 124 di 1197 cm³ (depotenziato a 44 cv) o della 124 Special e della Autobianchi A111 di 1438 cm³ (depotenziato a 46 cv). Il design interno ed esterno, condiviso con il fratello maggiore 241 riprendeva molti elementi della produzione Fiat del periodo (i fari erano gli stessi della 124), reinterpretati tuttavia in chiave moderna.
Dotato di 4 freni a tamburo con servofreno, sospensioni a balestra trasversale all'anteriore e a barre di torsione al posteriore, era disponibile in svariati allestimenti quali ambulanze, furgoni, autocarri e cabinati nonché trasporto passeggeri. Venne utilizzato anche come veicolo ricreativo con le trasformazioni a camper: una di queste, realizzata dalla FIAT stessa, fu il 238 Andal.
La carrozzeria del 238, non eccessivamente alta e ben raccordata, assicurava una buona capacità di carico, grazie all'adozione della trazione anteriore, che eliminava l'ingombro dato dalla presenza dell'albero di trasmissione e del ponte posteriore, con relativo differenziale, permettendo quindi un abbassamento del livello del pianale di carico. Con una massa a pieno carico di 2,3 t la sua portata dichiarata era di circa 1 tonnellata nella versione trasporto di merci con un volume di carico utile che raggiungeva i 6,5 m3 mentre nella versione minibus erano disponibili 9 posti. Meno diffuse, ma in catalogo, anche le versioni scuolabus, una con vano di carico aperto e una versione assimilabile ai pick-up con cabina allungata.

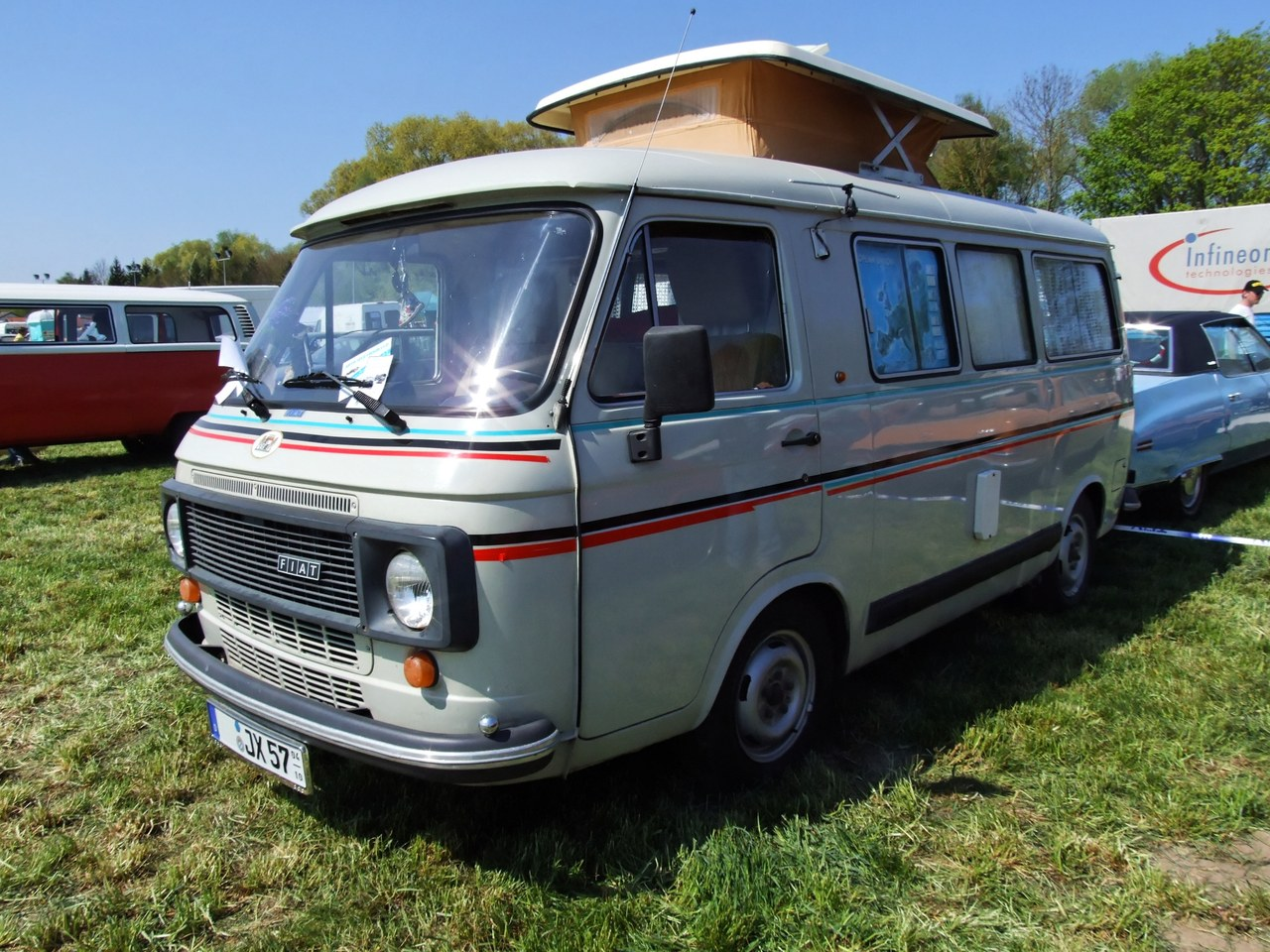
Fiat 238 E

Oltre che sul mercato italiano venne commercializzato anche all'estero, ad esempio in Germania dalla Fiat Neckar.
Nel 1974 fu presentato quello che doveva essere il suo erede: il Fiat 242. In realtà i due modelli avrebbero convissuto in listino per molti anni, anche perché il 242, più ingombrante e costoso, finì per interessare un'utenza di categoria superiore. Nel 1977 il furgone fu oggetto di un limitato restyling nonché di una revisione della gamma: venne fra l'altro presentata la versione 238 E Panorama, destinata al trasporto passeggeri, con finiture più accurate rispetto a quelle delle versioni industriali. Davvero criticabile risultò l'aspetto del nuovo frontale, con una mascherina in plastica nera che univa fra loro le luci anteriori, ma che lasciava allo scoperto una buona metà della presa d'aria coperta dalla vecchia calandra. Ai lati furono aggiunte fasce paracolpi. Il 238 continuò la sua carriera fino al 1983, quando fu sostituito dal Fiat Ducato.

## Dati tecnici
Motori:
- 1.221 benzina 43 cv
- 1.197 benzina 44 cv
- 1.438 benzina 46 cv e 52 cv a partire dal 1975 con l'introduzione della cinghia di distribuzione al posto della catena

Prima Fiat a essere disponibile a listino nella variante GPL col motore 1438 che in questo caso erogava 44 cv.